# Efraim

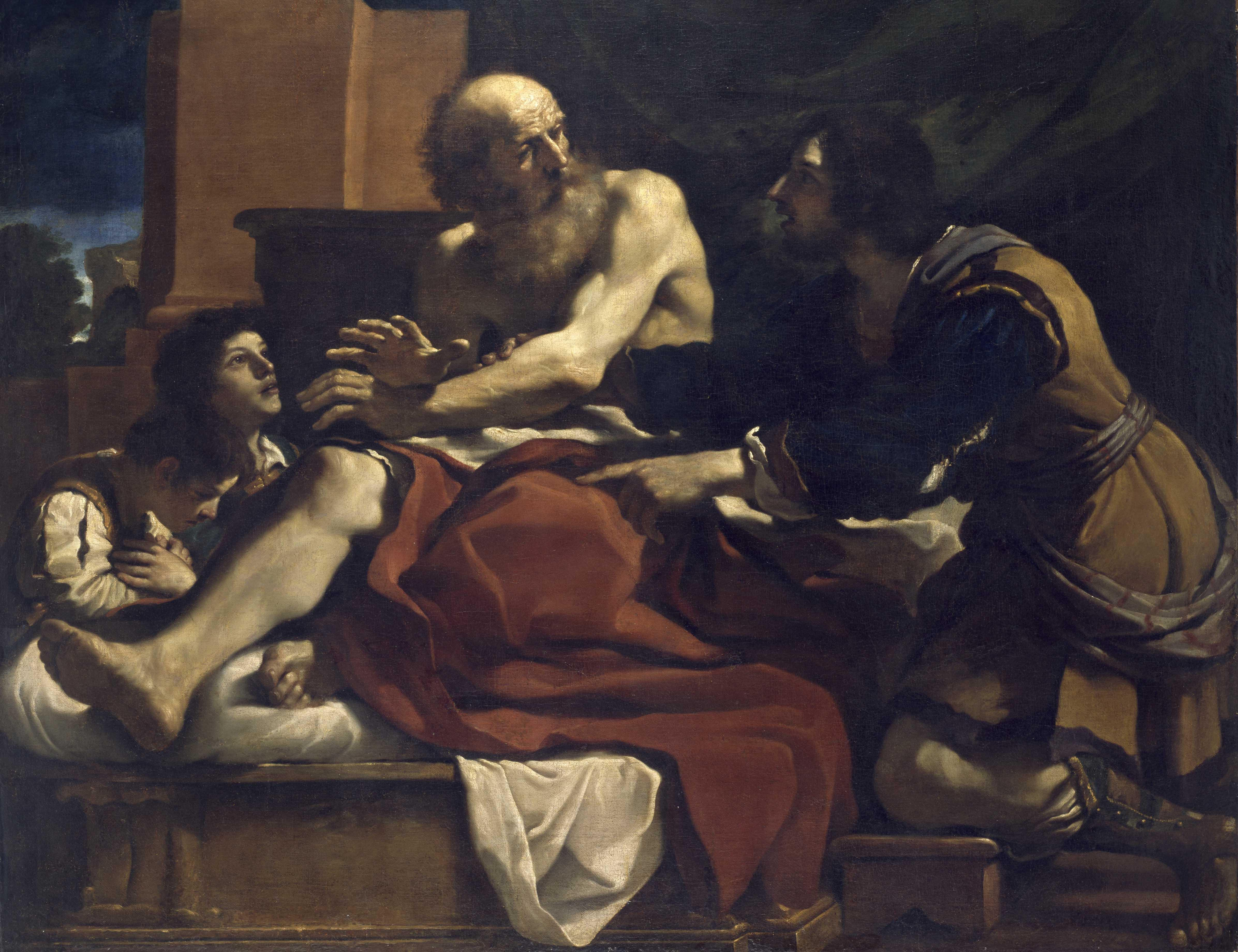
Jakub, Efraim i Manasses, Guercino

Efraim, (hebr.:אֶפְרָיִם) – postać biblijna ze Starego Testamentu.
Młodszy z dwóch synów Józefa i Asenat, urodzony w Egipcie. Jakub zaadoptował Efraima, swego wnuka, i swoje błogosławieństwo dał jemu, a nie jego starszemu bratu Manassesowi. Początkowo miał dziewięciu synów: Szutelacha, Bereda, Tachata, Eleadę, Tachata, Zabada, Szutelacha, Ezera oraz Eleada. Wszyscy oni zostali jednak zabici. Po tym wydarzeniu urodził się jeszcze tylko jeden syn Efraima, a imię, które zostało mu nadane, to Beria. Od Efraima wywodzi się ważne pokolenie. Prorocy nazywają czasem jego imieniem Izrael.
Pojawia się w Księdze Rodzaju 41, 52; 48.